# Rosenstiel (Adelsgeschlecht)

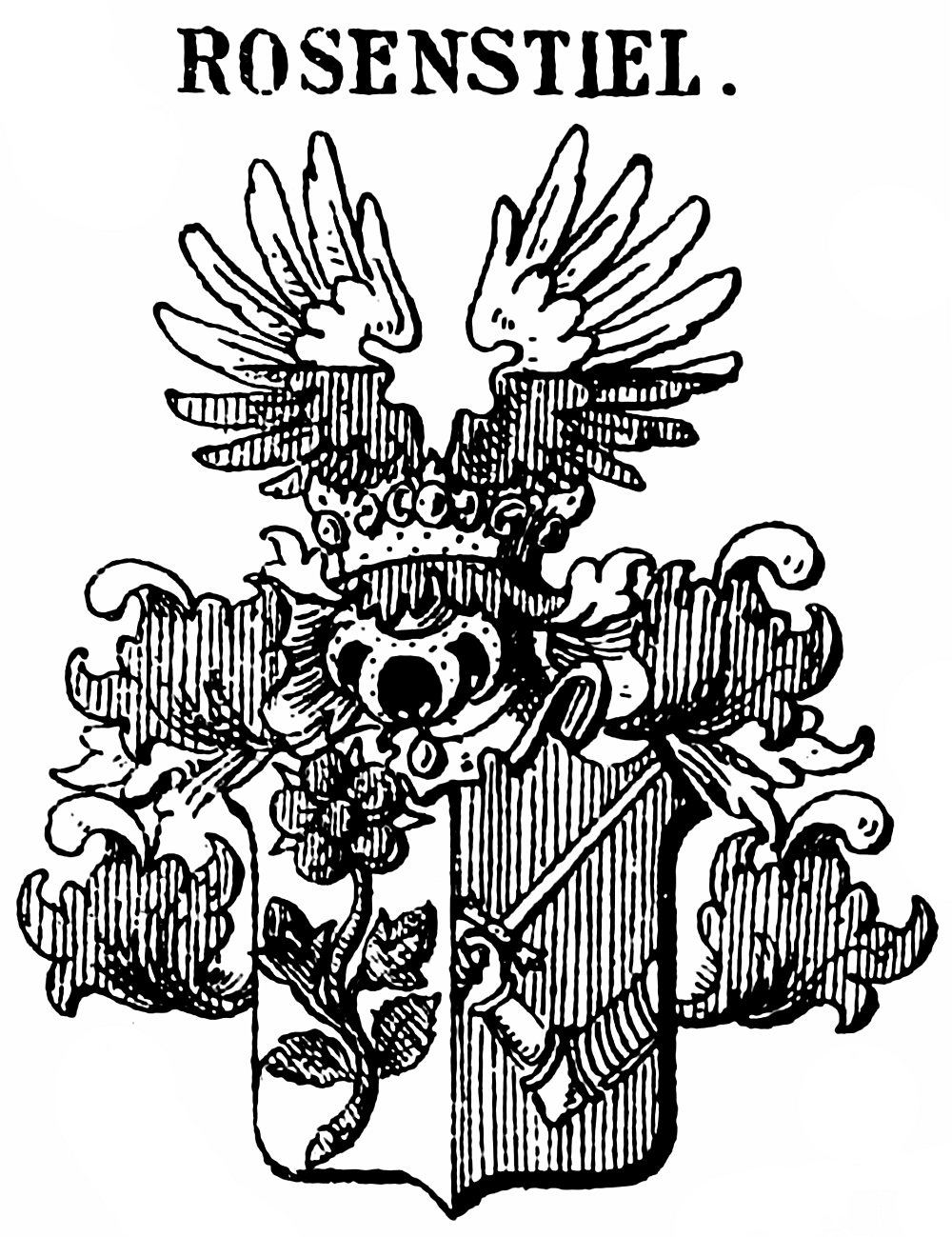
Wappen derer von Rosenstiel

Rosenstiel ist der Name eines ursprünglich elsässischen Geschlechts, das im 19. Jahrhundert in Preußen zu Ämtern und Gutsbesitz kam.

## Geschichte

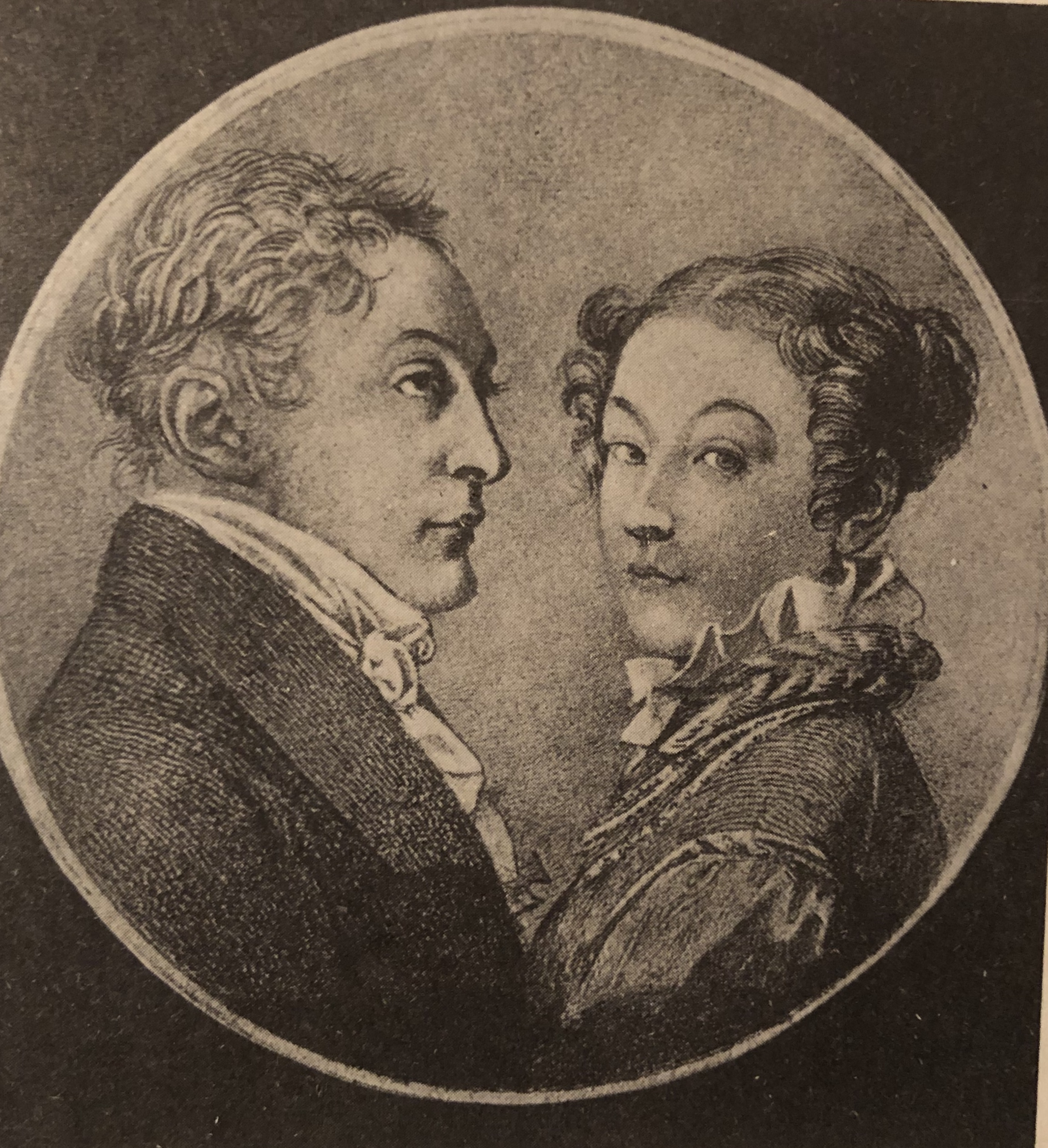
Adelsdiplom für Wilhelm Rosenstiel, hier mit seiner Frau Agnes Wahnschaffe, Zeichnung von Johann Gottfried Schadow, 1821

Die aus dem Unterelsass stammende evangelische Familie erscheint erstmals urkundlich um 1500 im Grundstückskataster von Mundolsheim als Haus „Rosenstühl“. Die Stammreihe beginnt 1550 mit Martin Rosenstiel ebenda. Nachdem Friedrich Philipp Rosenstiel im preußischen Staatsdienst reüssiert hatte, wurde sein Sohn Wilhelm Rosenstiel, Inhaber der Decker'schen Hofbuchdruckerei in Posen, auf Herzogswalde am 29. September 1845 in Sanssouci in den preußischen Adelsstand erhoben. Mitglieder der Familie bewirtschafteten die preußischen Domänen Gorgast und Marienwalde, wurden Landräte oder besetzten andere hohe Beamtenpositionen. Durch Einheirat erwarben sie Gutsbesitz in der Provinz Posen.

## Wappen
Das durch Adelsdiplom vom 6. Juni 1857 verliehene Wappen ist gespalten und zeigt rechts in Silber eine natürliche, gestielte rote Rose mit einer Blüte, zwei Knospen und zwei Blättern, links in rot einen geharnischten Schwertarm. Auf dem gekrönten Helm mit rot-silbernen Helmdecken ein von Silber und Rot geteilter offener Flug.

## Besitz
- Herzogswalde, Kreis Sternberg/Neumark
- Gorgast (Domäne) und Neuhof I und II (Küstriner Vorland)
- Marienwalde (Domäne), Kreis Arnswalde
- Lipie, Ośniszczewo und Waltershof[3] Kreis Hohensalza[4][5]

## Familienmitglieder
- Friedrich Philipp Rosenstiel (1754–1832), Direktor der Königlich-Preußischen Porzellan-Manufaktur, Verleger und Staatsrat.
  - Wilhelm von Rosenstiel (1789–1871), Verleger
    - Gustav von Rosenstiel (1824–1888), Deichhauptmann des Oderbruchs
      - Conrad von Rosenstiel (1851–1910), preußischer Landrat
      - Arnold von Rosenstiel (1864–1926), preußischer Landrat
        - Helmut von Rosenstiel (1900–1945), seit 1944 Kommendator des Johanniterordens[6]
          - Lutz von Rosenstiel (1938–2013), deutscher Organisationspsychologe
- Hans von Rosenstiel (1871–1955), preußischer Landrat
  - Werner von Rosenstiel (1911–2008), deutscher Rechtsanwalt, Übersetzer im Nürnberger Kriegsverbrechertribunal
- Klaus von Rosenstiel (1905–1973), deutscher Agrarwissenschaftler, Pflanzenzüchter und Hochschullehrer